# Yaviza
Yaviza è un comune (corregimiento) della Repubblica di Panama situato nel distretto di Pinogana, provincia di Darién. Si estende su una superficie di 397,1 km² e conta una popolazione di 4.441 abitanti (censimento 2010).